# Jacek Pszczoła (brydżysta)
Jacek Pszczoła (ur. 10 stycznia 1967) – brydżysta, Arcymistrz Światowy (PZBS), World Grand Master (WBF), instruktor PZBS, zawodnik drużyny Ruch SA PWR I Wrocław.
Do roku 2006 reprezentował Polskę, a następnie Stany Zjednoczone. W roku 2005 w Estoril był opiekunem reprezentacji seniorów USA 2 na 37 Mistrzostwach Świata Teamów a w roku 2008 w Pekinie był niegrającym kapitanem drużyny seniorów USA na 1 Światowych Zawodach Sportów Umysłowych.

## Wyniki brydżowe

### Rozgrywki krajowe
W rozgrywkach krajowych zdobywał następujące lokaty:
| Drużynowe mistrzostwa Polski | Drużynowe mistrzostwa Polski | Drużynowe mistrzostwa Polski |
| Sezon                        | Drużyna                      | Pozycja                      |
| ---------------------------- | ---------------------------- | ---------------------------- |
| 2010/11                      | Auguri Warszawa              | 1                            |
| 2008/09                      | Dworan-Jocker Oświęcim       | 1                            |
| 2006/07                      | Sygnity AZS P Wrocław        | 1                            |
| 2003/04                      | Computerland AZS P Wrocław   | 1                            |
| 2002/03                      | Unia Winkhaus Leszno         | 1                            |
| 2002                         | Unia Winkhaus Leszno         | 2                            |
| 1999                         | Unia Winkhaus Leszno         | 1                            |
| 1998                         | Unia Winkhaus Leszno         | 1                            |
| 1992/93                      | UNTS Warszawa                | 1                            |

| Mistrzostwa Polski Teamów | Mistrzostwa Polski Teamów | Mistrzostwa Polski Teamów | Mistrzostwa Polski Teamów |
| Rok                       | Typ                       | Kategoria                 | Pozycja                   |
| ------------------------- | ------------------------- | ------------------------- | ------------------------- |
| 2003                      | Otwarte                   | Open                      | 1                         |
| 2001                      | IMP                       | Open                      | 1                         |
| 2000                      | IMP                       | Open                      | 1                         |
| 1998                      | IMP                       | Open                      | 2                         |
| 1995                      | IMP                       | Open                      | 1                         |
| 1989                      | IMP                       | Open                      | 1                         |

| Mistrzostwa Polski Par | Mistrzostwa Polski Par | Mistrzostwa Polski Par | Mistrzostwa Polski Par |
| Rok                    | Kategoria              | Partner                | Pozycja                |
| ---------------------- | ---------------------- | ---------------------- | ---------------------- |
| 2003                   | Open                   | Vytautas Vainikonis    | 2                      |
| 2002                   | Open                   | Michał Kwiecień        | 2                      |
| 2000                   | Open                   | Michał Kwiecień        | 2                      |

### Olimpiady
W olimpiadach w zawodach teamów uzyskał następujące rezultaty:
| Olimpiady brydżowe. Zawody teamów | Olimpiady brydżowe. Zawody teamów | Olimpiady brydżowe. Zawody teamów     | Olimpiady brydżowe. Zawody teamów | Olimpiady brydżowe. Zawody teamów | Olimpiady brydżowe. Zawody teamów |
| Rok                               | Miejsce                           | Zawody                                | Kategoria                         | Drużyna                           | Pozycja                           |
| --------------------------------- | --------------------------------- | ------------------------------------- | --------------------------------- | --------------------------------- | --------------------------------- |
| 2008                              | Pekin                             | 1. Światowe Zawody Sportów Umysłowych | Miksty                            | Mahaffey                          | 22                                |
| 2002                              | Salt Lake City                    | 4. Mistrzostwa o Wielką Nagrodę MKOL  | Open                              | Poland                            | 2                                 |
| 2000                              | Lozanna                           | 3. Mistrzostwa o Wielką Nagrodę MKOL  | Open                              | Poland                            | 4                                 |
| 2000                              | Maastricht                        | 11. Olimpiada Brydżowa                | Open                              | Poland                            | 2                                 |

### Zawody światowe
W światowych zawodach zdobył następujące lokaty:
| Mistrzostwa Świata. Konkurencja teamów | Mistrzostwa Świata. Konkurencja teamów | Mistrzostwa Świata. Konkurencja teamów          | Mistrzostwa Świata. Konkurencja teamów | Mistrzostwa Świata. Konkurencja teamów | Mistrzostwa Świata. Konkurencja teamów |
| Rok                                    | Miejsce                                | Zawody                                          | Kategoria                              | Drużyna                                | Pozycja                                |
| -------------------------------------- | -------------------------------------- | ----------------------------------------------- | -------------------------------------- | -------------------------------------- | -------------------------------------- |
| 2013                                   | Nusa Dua                               | 41. Mistrzostwa Świata Teamów                   | Trans                                  | Gordon                                 | 1                                      |
| 2012                                   | Lille                                  | 5. Otwarte Mistrzostwa Świata Teamów Mikstowych | Miksty                                 | Milner                                 | 1                                      |
| 2011                                   | Veldhoven                              | 40. Mistrzostwa Świata Teamów                   | Trans                                  | Mahaffey                               | 9                                      |
| 2010                                   | Filadelfia                             | 13. Seria Mistrzostw Świata                     | Open                                   | Mahaffey                               | 17                                     |
| 2009                                   | São Paulo                              | 39. Mistrzostwa Świata Teamów                   | Trans                                  | Apreo Logistic Poland                  | 2                                      |
| 2007                                   | Szanghaj                               | 38. Mistrzostwa Świata Teamów                   | Trans                                  | Markowicz                              | 5                                      |
| 2006                                   | Werona                                 | 12. Mistrzostwa Świata                          | Open                                   | Milner                                 | 9                                      |
| 2005                                   | Estoril                                | 37. Mistrzostwa Świata Teamów                   | Trans                                  | Mahaffey                               | 90                                     |
| 2003                                   | Monte Carlo                            | 36. Mistrzostwa Świata Teamów                   | Tran                                   | Jacobs                                 | 40                                     |
| 2002                                   | Montreal                               | 11. Mistrzostwa Świata                          | Open                                   | Burgay                                 | 3                                      |
| 2001                                   | Paryż                                  | 35. Mistrzostwa Świata Teamów                   | Open                                   | Poland                                 | 3                                      |
| 2000                                   | Southampton                            | 34. Mistrzostwa Świata Teamów                   | Open                                   | Poland                                 | 5                                      |
| 1998                                   | Lille                                  | 10. Mistrzostwa Świata                          | Open                                   | Poletyło                               | 17                                     |
| 1997                                   | Hammamet                               | 33. Mistrzostwa Świata Teamów                   | Trans                                  | Gardynik                               | 3                                      |

| Mistrzostwa Świata. Konkurencja par | Mistrzostwa Świata. Konkurencja par | Mistrzostwa Świata. Konkurencja par | Mistrzostwa Świata. Konkurencja par | Mistrzostwa Świata. Konkurencja par | Mistrzostwa Świata. Konkurencja par |
| Rok                                 | Miejsce                             | Zawody                              | Kategoria                           | Partner                             | Pozycja                             |
| ----------------------------------- | ----------------------------------- | ----------------------------------- | ----------------------------------- | ----------------------------------- | ----------------------------------- |
| 2014                                | Sanya                               | 14. Seria Mistrzostw Świata         | Miksty                              | Meike Wortel                        | 2                                   |
| 2010                                | Filadelfia                          | 13. Mistrzostwa Świata              | Open                                | Cezary Balicki                      | 36                                  |
| 2006                                | Werona                              | 12. Mistrzostwa Świata              | Miksty                              | Candice Feitelson                   | 12                                  |
| 2006                                | Werona                              | 12. Mistrzostwa Świata              | Open                                | Cezary Balicki                      | 5                                   |
| 2002                                | Montreal                            | 11. Mistrzostwa Świata              | Miksty                              | Migry Albu                          | 68                                  |
| 2002                                | Montreal                            | 11. Mistrzostwa Świata              | Open                                | Michał Kwiecień                     | 8                                   |
| 1998                                | Lille                               | 10. Mistrzostwa Świata              | Open                                | Michał Kwiecień                     | 1                                   |

| Mistrzostwa Świata. Konkurencja indywidualna | Mistrzostwa Świata. Konkurencja indywidualna | Mistrzostwa Świata. Konkurencja indywidualna | Mistrzostwa Świata. Konkurencja indywidualna | Mistrzostwa Świata. Konkurencja indywidualna | Mistrzostwa Świata. Konkurencja indywidualna |
| Rok                                          | Miejsce                                      | Zawody                                       | Kategoria                                    | Pozycja                                      |                                              |
| -------------------------------------------- | -------------------------------------------- | -------------------------------------------- | -------------------------------------------- | -------------------------------------------- | -------------------------------------------- |
| 2000                                         | Ateny                                        | 5. Indywidualne Mistrzostwa Świata           | Open                                         | 45                                           |                                              |

### Zawody europejskie
W europejskich zawodach zdobył następujące lokaty:
| Zawody europejskie. Konkurencja teamów | Zawody europejskie. Konkurencja teamów | Zawody europejskie. Konkurencja teamów    | Zawody europejskie. Konkurencja teamów | Zawody europejskie. Konkurencja teamów | Zawody europejskie. Konkurencja teamów |
| Rok                                    | Miejsce                                | Zawody                                    | Kategoria                              | Drużyna                                | Pozycja                                |
| -------------------------------------- | -------------------------------------- | ----------------------------------------- | -------------------------------------- | -------------------------------------- | -------------------------------------- |
| 2013                                   | Ostenda                                | 6. Otwarte Mistrzostwa Europy             | Miksty                                 | Mahaffey                               | 31                                     |
| 2013                                   | Ostenda                                | 6. Otwarte Mistrzostwa Europy             | Open                                   | Mahaffey                               | 9                                      |
| 2011                                   | Poznań                                 | 5. Otwarte Mistrzostwa Europy             | Open                                   | Mahaffey                               | 1                                      |
| 2011                                   | Poznań                                 | 5. Otwarte Mistrzostwa Europy             | Miksty                                 | Mahaffey                               | 3                                      |
| 2011                                   | Bad Honnef                             | 10. Puchar Europy                         | Open                                   | Auguri Warsaw                          | 5                                      |
| 2009                                   | San Remo                               | 4. Otwarte Mistrzostwa Europy             | Open                                   | Mahaffey                               | 83                                     |
| 2007                                   | Antalya                                | 3. Otwarte Mistrzostwa Europy             | Miksty                                 | Milner                                 | 17                                     |
| 2007                                   | Antalya                                | 3. Otwarte Mistrzostwa Europy             | Open                                   | Garsu Pasualis                         | 9                                      |
| 2005                                   | Teneryfa                               | 2. Otwarte Mistrzostwa Europy             | Open                                   | Computerland AZS PWR                   | 36                                     |
| 2003                                   | Rzym                                   | 2. Puchar Europy                          | Open                                   | Unia Winkhaus Leszno                   | 7                                      |
| 2003                                   | Mentona                                | 1. Otwarte Mistrzostwa Europy             | Open                                   | Millner                                | 17                                     |
| 2001                                   | Teneryfa                               | 45. Mistrzostwa Europy Teamów             | Open                                   | Poland                                 | 3                                      |
| 1999                                   | Malta                                  | 44. Mistrzostwa Europy Teamów             | Open                                   | Poland                                 | 6                                      |
| 1997                                   | Montecatini                            | 43. Mistrzostwa Europy Teamów             | Open                                   | Poland                                 | 2                                      |
| 1992                                   | Paryż                                  | 13. Młodzieżowe Mistrzostwa Europy Teamów | Juniorzy                               | Poland                                 | 6                                      |
| 1990                                   | Neumünster                             | 12. Młodzieżowe Mistrzostwa Europy Teamów | Juniorzy                               | Poland                                 | 5                                      |

| Zawody europejskie. Konkurencja par | Zawody europejskie. Konkurencja par | Zawody europejskie. Konkurencja par | Zawody europejskie. Konkurencja par | Zawody europejskie. Konkurencja par | Zawody europejskie. Konkurencja par |
| Rok                                 | Miejsce                             | Zawody                              | Kategoria                           | Partner                             | Pozycja                             |
| ----------------------------------- | ----------------------------------- | ----------------------------------- | ----------------------------------- | ----------------------------------- | ----------------------------------- |
| 2013                                | Ostenda                             | 6. Otwarte Mistrzostwa Europy       | Open                                | Gigi Simpson                        | 146                                 |
| 2009                                | San Remo                            | 4. Otwarte Mistrzostwa Europy       | Miksty                              | Gigi Simpson                        | 8                                   |
| 2007                                | Antalya                             | 3. Otwarte Mistrzostwa Europy       | Open                                | Vytautas Vainikonis                 | 48                                  |
| 2005                                | Teneryfa                            | 2. Otwarte Mistrzostwa Europy       | Open                                | Vytautas Vainikonis                 | 103                                 |
| 2003                                | Mentona                             | 1. Otwarte Mistrzostwa Europy       | Open                                | Vytautas Vainikonis                 | 350                                 |
| 1999                                | Warszawa                            | 10. Mistrzostwa Europy Par          | Open                                | Michał Kwiecień                     | 111                                 |
| 1997                                | Haga                                | 9. Mistrzostwa Europy Par           | Open                                | Michał Kwiecień                     | 77                                  |
| 1991                                | Fiesch                              | 1. Mistrzostwa Europy Par Juniorów  | Juniorzy                            | Jacek Reddig                        | 23                                  |

### Inne zawody
W innych zawodach zdobył następujące lokaty:
| Inne zawody. Konkurencja teamów | Inne zawody. Konkurencja teamów | Inne zawody. Konkurencja teamów                          | Inne zawody. Konkurencja teamów | Inne zawody. Konkurencja teamów | Inne zawody. Konkurencja teamów |
| Rok                             | Miejsce                         | Zawody                                                   | Kategoria                       | Drużyna                         | Pozycja                         |
| ------------------------------- | ------------------------------- | -------------------------------------------------------- | ------------------------------- | ------------------------------- | ------------------------------- |
| 2006                            | Hawaiʻi                         | Fall Championships – Reisinger Board-a-Match Teams, 2006 | Open                            | -                               | 1                               |
| 2003                            | Nowy Orlean                     | Fall Championships – Reisinger Board-a-Match Teams, 2003 | Open                            | -                               | 2                               |
| 2003                            | Jokohama                        | NEC Bridge Festival – Jokohama. 2003                     | Open                            | -                               | 2                               |
| 2002                            | Houston                         | Spring Championships – Vanderbild Knockout Teams, 2002   | Open                            | -                               | 1                               |
| 2001                            | Jokohama                        | NEC Bridge Festival – Jokohama. 2001                     | Open                            | -                               | 1                               |
| 2001                            | Kansas City                     | Spring Championships – Vanderbild Knockout Teams, 2001   | Open                            | -                               | 2                               |

| Inne zawody. Konkurencja par | Inne zawody. Konkurencja par | Inne zawody. Konkurencja par | Inne zawody. Konkurencja par | Inne zawody. Konkurencja par | Inne zawody. Konkurencja par |
| Rok                          | Miejsce                      | Zawody                       | Kategoria                    | Partner                      | Pozycja                      |
| ---------------------------- | ---------------------------- | ---------------------------- | ---------------------------- | ---------------------------- | ---------------------------- |
| 2004                         | Las Vegas                    | Cavendish Invitational. 2004 | Open                         | Sam Lew                      | 1                            |
| 2001                         | Las Vegas                    | Cavendish Invitational. 2001 | Open                         | Michał Kwiecień              | 1                            |

## Klasyfikacja
- Jacek Pszczoła – klasyfikacja PZBS
- Jacek Pszczoła (brydżysta) – klasyfikacja WBF (ang.)